# Yanxia (sockenhuvudort i Kina, Shaanxi, lat 34,58, long 108,54)
Yanxia (kinesiska: 烟霞, 烟霞镇) är en sockenhuvudort i Kina. Den ligger i provinsen Shaanxi, i den nordvästra delen av landet, omkring 47 kilometer nordväst om provinshuvudstaden Xi'an. Antalet invånare är 27 711. Befolkningen består av 13 427 kvinnor och 14 284 män. Barn under 15 år utgör 14,0 %, vuxna 15-64 år 75 %, och äldre över 65 år 10,0 %.
Runt Yanxia är det tätbefolkat, med 459 invånare per kvadratkilometer. Närmaste större samhälle är Qiandong, 10,6 km sydost om Yanxia. Trakten runt Yanxia består till största delen av jordbruksmark.
Genomsnittlig årsnederbörd är 619 millimeter. Den regnigaste månaden är september, med i genomsnitt 142 mm nederbörd, och den torraste är december, med 1 mm nederbörd.